# Bertram Brockhouse
Bertram Neville Brockhouse (Lethbridge (Alberta), 15 juli 1918 – Hamilton (Ontario), 13 oktober 2003) was een Canadees natuurkundige.
Hij deelde in 1994 de Nobelprijs voor Natuurkunde met de Amerikaan Clifford Shull voor hun pioniersbijdragen aan de ontwikkeling van neutronendiffractietechnieken bij onderzoek aan gecondenseerde materie en voor de ontwikkeling van de neutronenspectroscopie.

## Biografie
Brockhouse was de zoon van Israel Bertram Brockhouse en Mable Emily Neville. Hij bracht zijn eerste levensjaren door op een boerderij in de nabijheid van Milk River voordat het gezin Brockhouse in 1926 naar Vancouver verhuisde. Daar bezocht hij de King High School die hij in 1935 afsloot. Kort daarop vertrok de familie – op grond van de slechte omstandigheden wegens de Grote Depressie – naar Chicago. Daar voorzag hij in zijn levensonderhoud als laboratoriumassistent en met de reparatie van radio's. Omdat de algemene situatie niet verbeterde voor de familie, keerden ze in 1938 terug naar Vancouver.
Na de uitbraak van de Tweede Wereldoorlog meldde hij zich vrijwillig bij de Koninklijke Canadese Marine. Hij diende tot het einde van de oorlog waar hij zich overwegend met het onderhoud van de ASDIC-uitrusting – voorloper van de sonar – bezighield. Na de oorlog begon hij eind 1945, met financiële ondersteuning van het Department of Veterans' Affairs, bij de Universiteit van Brits-Columbia aan een studie wis- en natuurkunde.
Na het behalen van zijn bachelordiploma in 1947 besloot hij naar het lagetemperatuurlaboratorium van de Universiteit van Toronto te gaan. Binnen een periode van acht maanden behaalde hij zijn masterdiploma. Na zijn promotie in 1950 verkreeg hij een aanstelling bij het Chalk River nucleair laboratorium, het Canadese kernonderzoekscentrum. In 1960 werd hij leider van de neutronenfysica. Twee jaar later werd hij benoemd tot hoogleraar natuurkunde aan de McMaster University in Hamilton, waar hij aanbleef tot zijn emeritaat in 1984.
In mei 1947 huwde hij de filmtechnicus Doris Isobel Mary Miller die hij tegen het einde van zijn diensttijd had leren kennen. Samen kregen ze zes kinderen: Anne, Gordon Peter, Ian Bertram, James Christopher, Alice Elizabeth en Charles Leslie.

## Werk
Werkzaam bij de Chalk River Laboratories stelde Brockhouse in 1951 de constructie voor van een instrument om een neutronenbundel te gebruiken voor het aftasten van kristalstructuren alsmede metalen en mineralen. Zijn drieassige spectrometer was in 1956 gereed voor gebruik. Dit instrument stelde hem in staat om de techniek te ontwikkelen van inelastische neutronenverstrooiing. Zijn werk had een grote impact op de theorie en wetenschappelijke begrip van de natuurkunde op het gebied van vaste en vloeistoffen. Het vond praktisch toepassingen in gebieden variërend van computerontwerp tot infrarooddetectoren.

## Erkenning
- Oliver E. Buckley Condensed Matter Prize (1962)
- Duddell Medal (1963) van Institute of Physics
- Centennial Medal of Canada (1967)
- Henry Marshall Tory Medal van de Royal Society of Canada (1973)